# مفاغرة كيسية معدية
المفاغرة الكيسية المعدية هي عملية جراحية لإنشاء فتحة بين الكيس البنكرياسي الكاذب والمعدة عندما يكون الكيس في وضع مناسب ليتم تصريفه إلى المعدة.  بهذا يحافظ على عصارة البنكرياس التي قد تضيع لولا ذلك.  يتم إجراء هذه الجراحة بواسطة جراح البنكرياس لتجنب تمزق الكيس البنكرياسي الكاذب الذي يهدد الحياة. 

## دواعي الاستعمال
الأكياس البنكرياسية الكاذبة المصحوبة بأعراض هي إشارة إلى ضرورة إجراء المفاغرة الكيسية المعدية. الأكياس البنكرياسية الكاذبة عبارة عن مجموعات مزمنة من سوائل البنكرياس مغلفة بجدار من الأنسجة الحبيبية غير الظهارية والتليف. يمكن أن تكون ناجمة عن تسرب في قناة البنكرياس أو نتيجة التهاب البنكرياس، تشمل أعراض ذلك انتفاخ البطن وصعوبة تناول الطعام وهضمه وألمًا مستمرًا أو وجعًا عميقًا في البطن. يمكن الشعور بوجود كتلة في الجزء العلوي الأوسط أو الأيسر من البطن في حالة وجود كيسة كاذبة. لتشخيص الكيس البنكرياسي الكاذب يمكن استخدام التصوير المقطعي المحوسب للبطن أو التصوير بالرنين المغناطيسي أو الموجات فوق الصوتية. قد يلزم إجراء جراحة طارئة إذا كان هناك تمزق في الكيس الكاذب. يمكن اكتشاف ذلك من أعراض النزيف والصدمة والإغماء والحمى والقشعريرة وسرعة ضربات القلب أو آلام البطن الشديدة.

## التقنية

### المفاغرة الكيسية المعدية الجراحية
يتم الإصلاح الجراحي من خلال شق في البطن، بعد تحديد مكان الكيسة الكاذبة يتم تثبيتها على جدار المعدة ويتم إجراء المفاغرة الكيسية المعدية. على الرغم من أن معدل نجاحه مرتفع، إلا أنه نادرًا ما يستخدم بسبب فترة التعافي. 

### المفاغرة الكيسية المعدية بالتنظير الداخلي
طريقة جديدة نسبيًا وأقل توغلاً تتضمن إرشادات التنظير بالموجات فوق الصوتية (EUS) والتنظير التألقي (الكشف الفلوري). تُستخدم إبرة كبيرة للوصول إلى الكيسة الكاذبة التي تم تحديدها مما يخلق ناسورًا بين التجويف الكيسي والمعدة أو الاثني عشر.  يمكن وضع دعامات بلاستيكية لتسهيل التصريف من الكيسة الكاذبة.  قد يكون معدل نجاح العلاج بالتنظير الداخلي للكيسات الكاذبة أكبر من 70٪. 

### المفاغرة الكيسية المعدية بالتنظير البطني
هذه الطريقة هي الثانية من بين عمليتين أقل توغلًا تستخدمان لتصريف الأكياس الكاذبة ويمكن إجراؤها بواسطة جراح واحد بسبب الأدوات المتقدمة. يتم التعرف على الكيسة الكاذبة والوصول إليها باستخدام تقنيات تنظير البطن. بمجرد تحديد تجويف الكيسة الكاذبة يتم إدخاله وشفطه، ويتم إنشاء فتحة في المعدة للتصريف. قد يؤدي التصريف بالتنظير البطني إلى مظهر تجميلي أفضل وتقليل الألم بعد الجراحة. 

## المضاعفات
يمكن أن تؤدي المفاغرة الكيسية المعدية إلى خراج البنكرياس  وتسرب قناة البنكرياس. يمكن أن تنسد الدعامات، مما يؤدي إلى عدوى الكيسة الكاذبة. تشمل المضاعفات الأخرى تلك المرتبطة عادةً بالجراحة والتخدير بما في ذلك النزيف.

## تاريخ
وصف جيدليكا الإجراء لأول مرة. 